# Raičevići
Raičevići este un sat din comuna Cetinje, Muntenegru. Conform datelor de la recensământul din 2003, localitatea are 89 de locuitori (la recensământul din 1991 erau 123 de locuitori).

## Demografie
În satul Raičevići locuiesc 73 de persoane adulte, iar vârsta medie a populației este de 46,0 de ani (43,1 la bărbați și 48,6 la femei). În localitate sunt 30 de gospodării, iar numărul mediu de membri în gospodărie este de 2,97.
|  |

| Demografie | Demografie | Demografie |
| An         | Locuitori  | Locuitori  |
| ---------- | ---------- | ---------- |
|            |            |            |
|            |            |            |
|            |            |            |
|            |            |            |
| 1948       | 271        |            |
| 1953       | 300        |            |
| 1961       | 267        |            |
| 1971       | 187        |            |
| 1981       | 161        |            |
| 1991       | 123        | 123        |
| 2003       | 89         | 89         |

| \| Componența etnică conform recensământului din 2003[2] \| Componența etnică conform recensământului din 2003[2] \| Componența etnică conform recensământului din 2003[2] \| Componența etnică conform recensământului din 2003[2] \| Componența etnică conform recensământului din 2003[2] \| \| ----------------------------------------------------- \| ----------------------------------------------------- \| ----------------------------------------------------- \| ----------------------------------------------------- \| ----------------------------------------------------- \| \| \| \| \| \| \| \| Muntenegreni \| Muntenegreni \| \| 89 \| 100% \| \| necunoscută \| necunoscută \| \| 0 \| 0% \| |              |  |    |      |
| Componența etnică conform recensământului din 2003 |              |  |    |      |
| |              |  |    |      |
| Muntenegreni | Muntenegreni |  | 89 | 100% |
| necunoscută | necunoscută  |  | 0  | 0%   |